# Stu Jackson

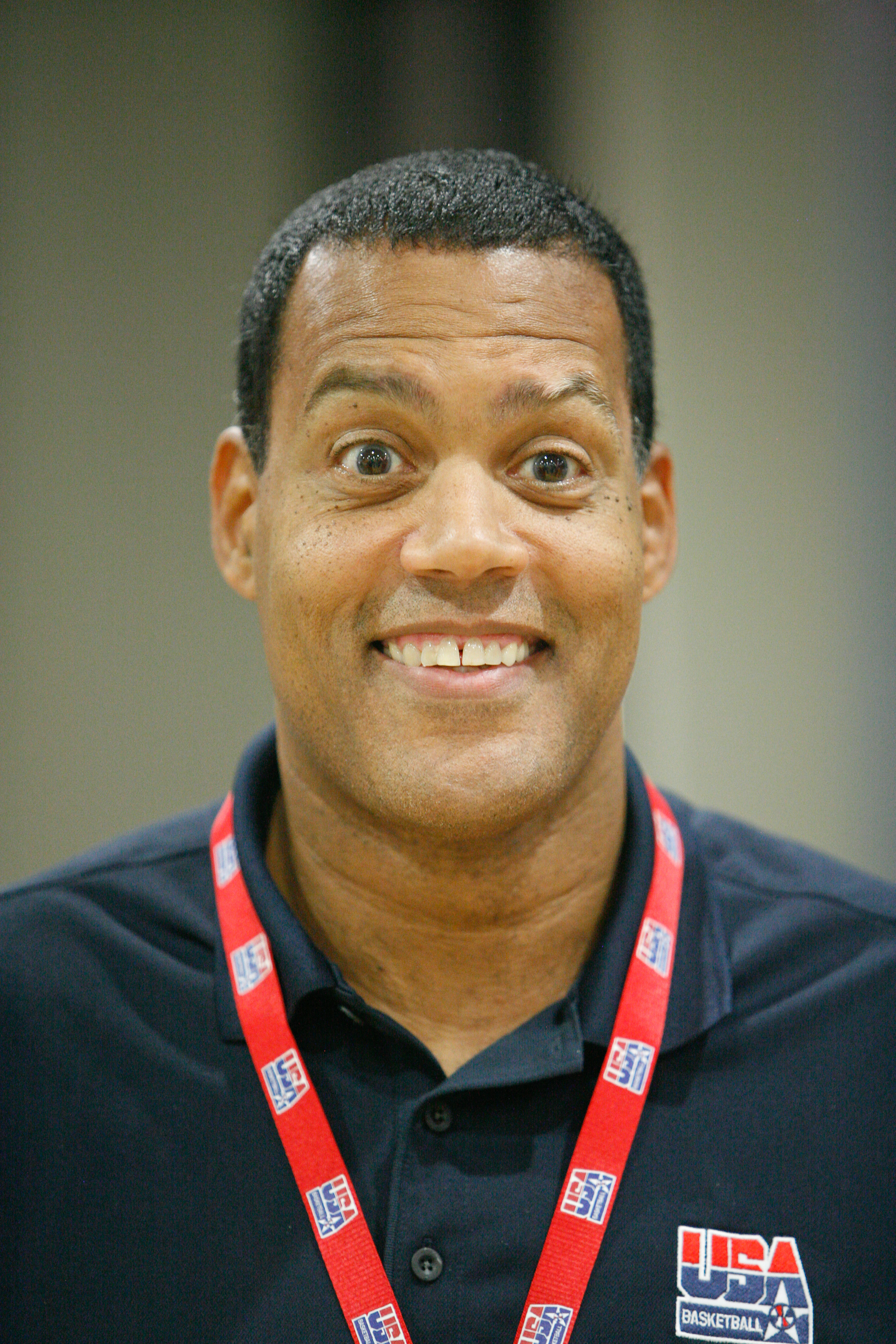
Imagem de Stu Jackson.

Stuart (Stu) Wayne Jackson (Reading, 11 de dezembro de 1955)  é um ex-treinador e atual executivo de basquetebol estadunidense. Ele treinou dois diferentes times da National Basketball Association: New York Knicks em 1990 e 1991, e o Vancouver Grizzlies em 1997; além de ter servido como gerente geral no Grizzlies também. Ele é conhecido por ser o autor da famosa frase quando perguntado se ele havia afundado a franquia do time de Vancouver: "NÃO É MINHA CULPA!".
Jackson trabalhou como assistente técnico sob o comando de Rick Pitino no Providence College entre 1985-87. Também foi assistente técnico na Washington State University de 1983-85 e na Universidade de Oregon entre 1981 e 1983. Em junho de 2007, foi escolhido Vice-Presidente das Operações relacionadas a basquete da NBA, onde penalizava jogadores de conduat deplorável.
Jackson foi o centro da controvérsia das suspensões relacionadas aos incidentes ocorridos na quarta partida entre Phoenix Suns e San Antonio Spurs nos playoffs da temporada da NBA de 2006-07.